# Hesychotypa aotinga
Hesychotypa aotinga là một loài bọ cánh cứng trong họ Cerambycidae.